# Pinumius nigrinotatus
Pinumius nigrinotatus är en insektsart som beskrevs av Kuoh 1981. Pinumius nigrinotatus ingår i släktet Pinumius och familjen dvärgstritar. Inga underarter finns listade i Catalogue of Life.